# 丸山美佳
丸山 美佳（まるやま みか）は、日本のキュレーター。
ウィーン・東京を拠点に、批評家、キュレーターとして活動し、批評を『Camera Austria International』、『美術手帖』などに寄稿している。
好物は十割の田舎蕎麦。

## 来歴
長野県生まれ。長野県松本深志高等学校、早稲田大学文化構想学部卒業。横浜国立大学大学院都市イノベーション学府建築都市文化専攻修士課程修了。
2018年4月、美術家の遠藤麻衣とともにクィア系アート冊子「Multiple Spirits（マルスピ）」を創刊。
2020年よりオーストリア女性芸術家協会（Vereinigung bildender Künstler*innen Österreichs）ボードメンバーを務める。
2021年現在、ウィーン美術アカデミー博士課程に在籍。

## 企画
- 「Behind the Terrain」（ジョグジャカルタ、2016／ハノイ、2017／東京、2018）
- 「Protocols of Together」（ウィーン、2019）
- 「Body Electric」（東京、2017）